# Quanta Plus
Quanta Plus är en fri webbeditor för KDE till för bland annat HTML och PHP-skripts editering, som till exempel används till webbdesign på diskussionssforum, men även andra hemsidor.